# Cytokine inflammatoire
Une cytokine inflammatoire ou cytokine proinflammatoire, est une molécule de signalisation (une cytokine) sécrétée par les cellules immunitaires comme les lymphocytes T auxiliaires (Th) et les macrophages, ainsi que par certains autres types de cellules favorisant l'inflammation. Parmi ces cytokines, on trouve l'interleukine 1 (IL-1), l'IL-6, l'IL-12 et l'IL-18, le facteur de nécrose tumorale alpha (TNF-α), l'interféron gamma (IFNγ) et le facteur stimulant les colonies de granulocytes et de macrophages (GM-CSF). Elles jouent un rôle important dans la médiation de la réponse immunitaire innée. Les cytokines inflammatoires sont principalement produites et impliquées dans la régulation positive (accroissement) des réactions inflammatoires.
Une production chronique excessive de cytokines inflammatoires contribue aux maladies inflammatoires, associées à diverses pathologies, telles que l'athérosclérose ou le cancer. Leur dérégulation a également été associée à la dépression et à d'autres maladies neurologiques. Un équilibre entre cytokines proinflammatoires et anti-inflammatoires est nécessaire au maintien d'une bonne santé. Le vieillissement et l'activité physique jouent également un rôle dans l'intensité de l'inflammation due à la libération de cytokines proinflammatoires.
Les thérapies pour traiter les maladies inflammatoires incluent des anticorps monoclonaux qui neutralisent les cytokines inflammatoires ou leurs récepteurs.

## Définition
Une cytokine inflammatoire est un type de cytokine (molécule de signalisation) sécrétée par les cellules immunitaires et certains autres types cellulaires, favorisant l'inflammation. Les cytokines inflammatoires sont principalement produites par les lymphocytes T auxiliaires (Th) et les macrophages et participent à la régulation positive des réactions inflammatoires. Les thérapies pour traiter les maladies inflammatoires incluent des anticorps monoclonaux qui neutralisent les cytokines inflammatoires ou leurs récepteurs.
Les cytokines inflammatoires comprennent l'interleukine-1 (IL-1), l'IL-12 et l'IL-18, le facteur de nécrose tumorale alpha (TNF-α), l'interféron gamma (IFNγ) et le facteur de stimulation des colonies de granulocytes et de macrophages (GM-CSF).

## Fonction
Les cytokines inflammatoires jouent un rôle dans le déclenchement de la réponse inflammatoire et la régulation des défenses de l'hôte contre les agents pathogènes, en agissant comme médiateurs de la réponse immunitaire innée. Certaines cytokines inflammatoires jouent également un rôle supplémentaire, notamment celui de facteurs de croissance. Les cytokines proinflammatoires telles que l'IL-1β, l'IL-6 et le TNF-α déclenchent également des douleurs pathologiques. L'IL-1β est libérée par les monocytes et les macrophages, mais elle est également présente dans les neurones nociceptifs des ganglions spinaux. L'IL-6 joue un rôle dans la réaction neuronale à une lésion. Le TNF-α est une cytokine proinflammatoire bien connue, présente dans les neurones et la glie. Il est souvent impliqué dans différentes voies de signalisation pour réguler l'apoptose cellulaire.
Une production chronique excessive de cytokines inflammatoires contribue aux maladies inflammatoires. Ces dernières ont été associées à diverses pathologies, telles que l'athérosclérose et le cancer. La dérégulation des cytokines proinflammatoires a également été associée à la dépression et à d'autres maladies neurologiques. Un équilibre entre cytokines proinflammatoires et anti-inflammatoires est nécessaire au maintien de la santé. Le vieillissement et l'activité physique jouent également un rôle dans l'intensité de l'inflammation due à la libération de cytokines proinflammatoires.

## Effets négatifs
En raison de son action proinflammatoire, une cytokine proinflammatoire tend à aggraver la maladie elle-même ou les symptômes qui lui sont associés, en provoquant fièvre, inflammation, destruction tissulaire et, dans certains cas, choc et décès.[7] Il a été démontré que des quantités excessives de cytokines proinflammatoires ont des effets néfastes.[2]

## Rein
Une cytokine proinflammatoire affecte les fonctions des transporteurs et des canaux ioniques du néphron. Il en résulte une modification de l'activité des canaux potassiques (K+), ce qui altère le transport transépithélial des solutés et de l'eau dans le rein.[8] Les cellules du tubule proximal rénal produisent des cytokines proinflammatoires en réponse aux lipopolysaccharides. Les cytokines proinflammatoires affectent les canaux K+ rénaux. L'IFNγ provoque une suppression retardée et une stimulation aigüe du canal K+ 40 pS. De plus, le facteur de croissance transformant bêta-1 (TGF-β1) active le canal potassique activé par le calcium (KCa3.1), ce qui pourrait être impliqué dans les effets délétères de la fibrose rénale.

## Maladie du greffon contre l'hôte
La maladie du greffon contre l'hôte (GvHD) cible JAK-1 et JAK-2, les protéines tyrosine kinases humaines nécessaires à la signalisation de plusieurs cytokines. Lorsque ces kinases sont activées, les protéines signal de la famille des protéines STAT (transducteurs et activateurs de la transcription) — qui comprennent des facteurs de transcription pour les gènes cibles jouant un rôle proinflammatoire — sont phosphorylées. La gravité de la GvHD est très variable et dépend de la quantité de cellules natives présentes dans l'environnement, ainsi que d'autres lymphocytes T régulateurs, de phénotypes TH1, TH2 ou TH17. Il a été démontré que les lymphocytes T CD4+ et CD8 producteurs d'IL-17 provoquent une réponse TH1, provoquant une inflammation tissulaire et une GvHD sévère.

## Mucoviscidose
Une cytokine proinflammatoire provoque une hyperinflammation, principale cause de destruction du tissu pulmonaire dans la mucoviscidose.[12] Avec une réponse inflammatoire aussi forte et un nombre élevé de cellules immunitaires, les poumons des patients atteints de mucoviscidose ne peuvent éliminer les bactéries et deviennent plus sensibles aux infections. Une forte prévalence (40 à 70 %) des patients atteints de mucoviscidose présente des signes d'asthme, probablement en raison d'un déficit primaire du régulateur de la conductance transmembranaire de la mucoviscidose (CFTR).[13] Les lymphocytes T auxiliaires déficients en CFTR créent un environnement inflammatoire riche en TNF-α, IL-8 et IL-13, contribuant à une contractilité accrue du muscle lisse des voies respiratoires.

## Maladie cardiovasculaire
L'athérosclérose induit un dysfonctionnement de l'endothélium, qui recrute des cellules immunitaires responsables de lésions. Les médiateurs proinflammatoires provoquent une inflammation après que des ligands du système vasculaire cardiaque ont activé les cellules immunitaires. Des études récentes ont démontré la capacité de l'exercice à contrôler le stress oxydant et l'inflammation dans les maladies cardiovasculaires.

## Métabolisme du tissu adipeux et obésité
Une cytokine proinflammatoire pourrait être présente dans les tissus adipeux. Les adipocytes produisent du TNF-α et d'autres interleukines. Les cytokines dérivées du tissu adipeux agissent comme des régulateurs à distance, comme les hormones. Des études ont montré que les concentrations de TNF-α et d'IL-6 sont élevées en cas d'obésité,,. L'obésité entraine un excès de nutriments pour l'organisme, ce qui incite les adipocytes à libérer davantage de cytokines proinflammatoires. Les macrophages classiquement activés dans la graisse viscérale s'accumulent dans les tissus adipeux et libèrent continuellement des cytokines proinflammatoires, provoquant une inflammation chronique chez les personnes obèses.

## Arthrose
Le TNF-α, l'IL-1 et l'IL-6 jouent un rôle essentiel dans la dégradation de la matrice cartilagineuse et la résorption osseuse dans l'arthrose. Des études sur l'animal indiquent que les cytokines inflammatoires pourraient pousser les chondrocytes à libération de protéases dégradant le cartilage. Cependant, la possibilité de transposer ce schéma à l'humain n'est pas certaine, car les mécanismes de l'arthrose humaine serait plus complexe que ce qu’on observe sur modèle animal.

## Fatigue
Les cytokines jouent un rôle clé dans l'inflammation, considérée comme un mécanisme causant la fatigue.

## Implications cliniques
La réduction de l'activité biologique des cytokines proinflammatoires peut atténuer l'impact de maladies.
Le blocage de l'IL-1 ou du TNF-α s'est avéré très efficace chez les patients atteints de polyarthrite rhumatoïde, de maladies inflammatoires chroniques de l'intestin ou de réaction du greffon contre l'hôte (GvHD). Cependant, cette stratégie n'a pas encore été efficace chez les humains atteints de sepsis. Les effets thérapeutiques de l'acupuncture pourraient être liés à la capacité de l'organisme à supprimer diverses cytokines proinflammatoires telles que le facteur de nécrose tumorale alpha (TNF-α), l'IL-1B, l'IL-6 et l'IL-10.
Il a été démontré que les estrogènes favorisent la cicatrisation en diminuant la production de diverses cytokines proinflammatoires comme l'IL-6, le TNF-α et le facteur inhibiteur de la migration des macrophages (MIF). Des taux élevés de MIF sont souvent observés au niveau des ulcères chroniques non cicatrisants, et ces taux chutent significativement en cas de cicatrisation réussie. Une revue de données expérimentales de 2005 montre que « les estrogènes régulent la cicatrisation presque exclusivement par la régulation négative de MIF et identifient de nouvelles cibles et groupes de gènes régulés par MIF associés à une cicatrisation anormale ». En régulant négativement MIF, les estrogènes peuvent favoriser la cicatrisation, comme le montrent des études cliniques sur le vieillissement cutané et les plaies cutanées. Malheureusement, l'estrogénothérapie a des effets cancérogènes connus, comme l'a mentionné l'American Cancer Society (augmentation de l'incidence du cancer du sein chez les femmes suivant un THS). Cependant, les scientifiques pourraient faire d'importantes découvertes à l'avenir en étudiant les « effets en aval sur les gènes/facteurs qui interviennent dans les effets des estrogènes sur la cicatrisation ».
Les inhibiteurs d'histone désacétylate (HDACi (en)) peuvent inhiber la production de cytokines proinflammatoires et réduire la GvHD. [citation nécessaire]
Certaines recherches suggèrent également un effet immunorégulateur de la vitamine D, dont il a été démontré qu'elle réduit la sécrétion de cytokines inflammatoires spécifiques,.